# 洪仁範
洪 仁範（ホン・インボム、朝鮮語: 홍인범、1937年 - ）は、朝鮮民主主義人民共和国の政治家。朝鮮労働党中央委員会委員。最高人民会議常任委員会委員、朝鮮労働党中央委員会検閲委員会委員長、党組織指導部副部長などを歴任。

## 経歴
1937年生まれ。出生地はわかっていない。1969年に朝鮮中央通信社の記者になる。1980年に朝鮮労働党中央委員会委員候補に選出された。1993年には党組織指導部副部長に就任した。2010年6月には、平安南道党委員会責任書記に就任し、同年9月には党中央委員会委員に昇格した。2012年には最高人民会議常任委員会委員に選出され、2014年4月まで務めた。2016年5月9日に開かれた朝鮮労働党中央委員会第7期第1回総会で、検閲委員会委員長に選出されたが、2017年10月7日に開かれた第7期第2回総会で解任され、後任に趙延俊が選出された。

## 参考サイト
- 북한정보포털

| 先代李泰南 | 平安南道党委員会責任書記2010年 - 2014年 | 次代朴泰成 |

| 先代 | 朝鮮労働党中央委員会検閲委員会委員長2016年 - 2017年 | 次代超延俊 |